# جيسي ماتادور
جيسي ماتادور (بالإنجليزية: Jessy Matador)‏ هو مغني فرنسي-كونغولي ولد في 27 أكتوبر 1983.

## وصلات خارجية
- جيسي ماتادور على موقع IMDb (الإنجليزية)
- جيسي ماتادور على موقع ميوزك برينز (الإنجليزية)
- جيسي ماتادور على موقع أول ميوزيك (الإنجليزية)
- جيسي ماتادور على موقع ديسكوغز (الإنجليزية)
- جيسي ماتادور على موقع ديسكوغز (الإنجليزية)
- جيسي ماتادور على موقع قاعدة بيانات الفيلم (الإنجليزية)